# Leighton Buzzard
Pour les articles homonymes, voir Leighton et Buzzard.
Leighton Buzzard est une ville du comté du Bedfordshire, en Angleterre. Elle se trouve près des Chilterns, entre Luton et Milton Keynes. Elle jouxte la ville plus petite de Linslade, avec laquelle elle forme la commune (civil parish) de Leighton-Linslade. Le nom de Leighton Buzzard est parfois utilisé pour désigner les deux villes.